# Poppon de Metz
Poppon ou Poppo a été évêque de Metz de 1090 à 1103.

## Biographie
Il serait le petit-fils de Frédéric de Luxembourg et le frère de Henri du Lac, comte palatin du Rhin. Mais l’existence de Thierry fils de Frédéric de Luxembourg et père de Henri et Poppon reste très incertaine[réf. souhaitée], certains auteurs faisant par exemple de Henri du Lac, le fils de Henri le Furieux mort en 1061.
Il entre jeune dans le clergé de la cathédrale de Trèves dont il 
devient archidiacre.
Dans le contexte de la querelle des investitures sa nomination à Metz est l’occasion d’un conflit avec Henri IV du Saint-Empire. Selon certains auteurs Poppon et Burchard, grands prévôts de Trêves, forment une seule et même personne. Pour d’autres il s’agit de deux personnages différents et  Poppon n’accédera au trône épiscopal qu’en 1093, après que Burchard, qui avait été nommé évêque par Henri IV à la mort de Hermann en 1090, ait échoué à s’imposer à ce poste. 
Dans la première hypothèse le compétiteur de Poppon, nommé par Henri IV en 1090, ne serait autre que Adalbéron IV de Metz, qui succédera à Poppon sur le trône épiscopal en 1104. Le clergé messin qui avait élu Poppon s’oppose aux prétentions de l’empereur et parvient  à maintenir Poppon à sa tête. Le pape accepte son élection mais menace de le réordonner diacre s'il s'avère qu'il a été ordonné par simonie d'Egilbert, archevêque schismatique de Trêves.
Il est sacré le 27 mars 1093 par l'évêque Gebhard de Constance.
En 1094, il reforme l'abbaye d'Épinal. Il consacre également la paroisse de Saint-Gorgon.
En 1095 il assiste au concile de Clermont. 
Son autorité est très faible en dehors de la cité et son compétiteur Adalbéron, soutenu par l'empereur germanique, peut conserver son titre d'évêque de Metz et contrôler une grande partie de l'évêché.
Pendant son épiscopat l'évêché est amputé de ses possessions dans le pays de Liège par Henri IV. 
Il est mort en 1103, après avoir été probablement chassé de son siège par Henri IV.